# Lokomotiva EU07
Lokomotivy řady EU07 jsou čtyřnápravové stejnosměrné elektrické lokomotivy, které pro polské železnice PKP dodaly společnosti Pafawag a Cegielski v letech 1965 až 1994 v počtu 483 kusů. Konstrukce lokomotiv EU07 vychází ze strojů řady EU06, které pro PKP vyráběla britská firma English Electric.